# Aulocaroides leroii
Aulocaroides leroii är en insektsart som beskrevs av Werner 1913. Aulocaroides leroii ingår i släktet Aulocaroides och familjen gräshoppor. Inga underarter finns listade i Catalogue of Life.